# BTJ
För andra betydelser, se BTJ (olika betydelser).
BTJ (tidigare Bibliotekstjänst) är ett svenskt företag som levererar medieprodukter och informationstjänster till professionella användare, framför allt kunskaps- och forskningsverksamheter såsom bibliotek, skolor, universitet, företag och organisationer. Koncernmoderbolaget är BTJ Sweden Holding AB som äger en majoritet av BTJ Sverige AB. Ägare är Per Samuelsson. BTJ Sverige AB har cirka 55 anställda i Sverige och omsätter cirka 100 miljoner kronor. BTJ har sitt huvudkontor i Lund.

## Historia
Bibliotekens Försäljningscentral grundades 1936 av Sveriges Allmänna Biblioteksförening, SAB. Den producerade då trycksaker för bibliotek. 1951 gick Bibliotekens Försäljningscentral samman med SAB:s expedition i Lund. Bibliotekstjänst bildades i form av aktiebolag 1960. BTJ:s första dator togs i bruk 1970 för biblioteksservice och 1972 lanserades biblioteks-ADB-systemet BUMS. Bland senare steg mot digitalisering märks CD-ROM-teknik som togs i bruk 1990 och e-böcker som lanserades 2002. År 2000 fokuserades verksamheten på informationstjänster och medieprodukter och 2002 tog Bibliotekstjänst sin förkortning BTJ som företagsnamn.

### Förändring av ägande
1993 sålde SAB 9 % av aktierna till anställda i BTJ och enskilda medlemmar i SAB och två år senare förvärvades 80 % av aktierna av Kirjastopalvelu Oy som senare blev BTJ Kirjastopalvelu Oy. I mitten och slutet av 1990-talet förvärvade KF Invest AB i omgångar 25% av aktiekapitalet. 1998 ombildades BTJ till BTJ Seelig AB i samband med förvärv av Seelig AB. Flera dotterbolag såldes under det tidiga 2000-talet och ett par andra företag köptes upp. Litorina Kapital och Ratos blev nya ägare. Dotterbolagen Seelig och Boktjänst avyttrades 2006. Svensk Biblioteksförening sålde 2008 sitt kvarvarande aktieinnehav i BTJ till Ratos och Litorina Kapital. Ratos kvarstod som huvudägare i BTJ. 2013 sålde Ratos och Litorina BTJ Group till Per Samuelson, styrelseordförande i BTJ. 

### Internationell verksamhet
Export inleddes 1971 med England och Tyskland. 1992 bildades BTJ Scania. Inc. i USA och åren därpå grundades BTJ Danmark, BTJ Norge AS och BTJ Europe NV. 2006 såldes BTJ Danmark och BTJ Kirjastopalvelu Oy bytte namn till BTJ Finland Oy. Bolaget återgick till finskt ägande 2017, då Booky.fi Oy köpte majoriteten av bolagets aktier. BTJ har fortsatt export till Finland och i viss mån även Norge.

## Tjänster

### Artikelsök
1952 initierades Svensk Tidskriftsindex vilket var ursprunget till ArtikelSök, verktyget för on-line sökning som introducerades 1984. Artikelsök (varumärket ArtikelSök) är en referensdatabas för svenska tidnings- och tidskriftsartiklar som finns på många svenska (och en handfull utländska) bibliotek. Databasen fungerar som en bibliotekskatalog för artiklar. Varje post i Artikelsök beskriver en artikel (eller recension) i en tidning eller tidskrift. Beskrivningen innehåller uppgifter om var artikeln är publicerad (vilken tidning/tidskrift, vilket år, nummer o.s.v.), uppgifter om artikelns rubrik och upphovsman, klassifikation enligt SAB:s klassifikationssystem, beskrivande ämnesord, och vid behov en redaktionell kommentar och namn på viktiga personer som nämns i artikeln. 

### Biblioteksmagasinet Avista
Kundtidning från BTJ tänkt att skildra verksamheten, livet och människorna på svenska bibliotek.